# Éric Drouet
Pour les articles homonymes, voir Drouet.
 (février 2024).
Éric Drouet est un militant français qui compte parmi les principales figures du mouvement des Gilets jaunes, lancé en France en novembre 2018.

## Biographie

### Situation personnelle
En 2019, Éric Drouet vit à Melun, en Seine-et-Marne, avec son épouse et leur fille. Il est conducteur de poids lourd, salarié à plein temps, et membre actif de l'association de tuning « Muster Crew ».

### Mouvement des Gilets jaunes

#### Relais de la contestation
Fin octobre 2018, il lance un appel à un rassemblement d'automobilistes sur le boulevard périphérique de Paris pour protester contre la hausse de la taxe sur les carburants, décidée par le gouvernement pour favoriser la transition énergétique, dans le cadre des engagements de la France découlant de l'accord de Paris.
Cet appel est à l'origine du lancement du mouvement des Gilets jaunes le 17 novembre 2018, ce qui vaudra à Éric Drouet d'être présenté dans les médias comme l'un des principaux fondateurs du mouvement. Cet événement lui confère, avec notamment Priscillia Ludosky et Maxime Nicolle, une stature médiatique singulière au sein du mouvement.
Toutefois, son rôle de meneur du mouvement social n'est pas reconnu par la justice en 2020 pour deux manifestations, la cour d’appel de Paris considérant qu'il peut avoir simplement relayé une information sans être organisateur des rassemblements.

#### Influence sur les réseaux sociaux
Éric Drouet intervient régulièrement pour échanger via des vidéos en direct avec les membres du groupe Facebook de « La France en colère !!! », qu'il administre avec sa mère. Avec 300 000 membres début février 2019, ce groupe est l'un des plus importants en nombre de membres. En raison de sa capacité à relayer les informations sur le mouvement, ce groupe est souvent considéré comme le principal vecteur de mobilisation de son animateur.
Souvent présenté comme l'un des leaders des Gilets jaunes, Éric Drouet conteste ce qualificatif et défend l'organisation horizontale du mouvement, lequel s'appuie sur la prise de décisions par les participants, en particulier par le biais des consultations en ligne via le groupe « La France en colère !!! ». Le 28 novembre 2018, il représente néanmoins le mouvement des Gilets jaunes, avec Priscillia Ludosky, lors d'une rencontre avec le ministre de la Transition écologique et solidaire François de Rugy.
Autour d'Éric Drouet s'est constitué un groupe de plusieurs personnalités considérées elles aussi comme figures du mouvement ou qui le soutiennent dans l'organisation et la préparation des actions :  Jérôme Rodrigues, Farouk Largo, Laëtitia Dewalle, cette dernière présentée par les médias depuis l'origine comme co-initiatrice du mouvement, François Boulo, avocat rouennais, ainsi que Maxime Nicolle et Priscillia Ludosky, avec lesquels il mène, le plus souvent, des actions coordonnées.
Dans la nuit du 18 au 19 mars 2019, son domicile et son véhicule sont dégradés, notamment avec de la peinture jaune.

#### En retrait du mouvement et candidat à l'élection présidentielle
Dans une vidéo postée le 24 janvier 2020, Éric Drouet annonce se retirer du mouvement des Gilets jaunes en expliquant que « se mettre en avant, ça apporte plus de problèmes qu'autre chose ». En septembre 2020, il administre toujours le groupe Facebook « La France en colère!!! » qui compte plus de 300 000 membres. 
En octobre 2020, il se déclare candidat à l'élection présidentielle de 2022, « hors de tout parti » ; il se présente alors comme le porte-parole d'un mouvement citoyen qui a pour but « de ramener des idées ». Il se réclame de Coluche et souhaite faire campagne majoritairement sur les réseaux sociaux. Pour ce qui est de ses revendications politiques, il souhaiterait baisser les salaires des élus, instaurer un référendum d'initiative citoyenne (RIC) et rapprocher le peuple du pouvoir politique.

## Positionnement politique
Éric Drouet se revendique comme étranger à tout engagement partisan. Présenté par certains médias comme sympathisant du Rassemblement national (RN) ou de La France insoumise (FI), il dément avoir voté pour la candidate FN à l'élection présidentielle de 2017, Marine Le Pen, contrant une fausse information lancée par l'éditorialiste Jean-Michel Aphatie.
Le 4 décembre 2018, il lui est reproché une réaction « aux relents xénophobes » à des propos tenus par Maxime Nicolle, autre figure du mouvement, sur le Pacte de Marrakech,. 
Jean-Luc Mélenchon lui rend hommage sur sa page Facebook le 31 décembre 2018. Éric Drouet affirme par la suite avoir été contacté par La France insoumise et le Rassemblement national pour figurer sur leur liste aux élections européennes, ce qu'il a refusé.

## Affaires judiciaires
Le 22 décembre 2018, il est interpellé à Paris en possession d'un bâton de 30 centimètres dans son sac, une « matraque » qui lui vaut d'être convoqué le 5 juin 2019 au tribunal correctionnel pour « participation à un groupement en vue de commettre des violences » et « port d'arme prohibé de catégorie D »,,,. Questionné sur l'« arme prohibée », il répond :  « En tant que routier on a tous quelque chose pour se défendre, pour se protéger. Il était dans mon sac de travail, avec ma gamelle, et j'avais oublié qu'elle était là. Ce bâton, c'était un souvenir de mon père. » Le 4 septembre 2019, il est relaxé pour le premier chef d'accusation, ayant estimé que c'est son interpellation qui a créé un climat de violence, mais il est condamné à 500 euros d'amende avec sursis pour port d'arme prohibé,. Il fait appel de cette condamnation et se voit relaxé en septembre 2020.
Il est à nouveau interpellé le 3 janvier 2019 et placé en garde à vue alors qu'il est l'initiateur d'un attroupement sur les Champs-Élysées en hommage à ceux qu'il considère comme victimes des violences policières durant les opérations de maintien de l'ordre public survenues lors des manifestations de Gilets jaunes. Il est jugé le 15 février 2019 pour « organisation d'une manifestation sans déclaration préalable »,. À la suite de cette interpellation, en janvier 2019, une polémique naît quant à une éventuelle manipulation préméditée par Éric Drouet, qui aurait volontairement organisé l'événement sur les Champs-Élysées et enfreint la loi, dans le but de se faire arrêter et réaliser ainsi un coup médiatique ; il semble le reconnaître dans une vidéo postée puis supprimée le 3 janvier 2019.
Le 29 mars 2019, Éric Drouet est condamné à 2 000 euros d'amende dont 500 avec sursis pour avoir organisé – ce qu'il conteste – les manifestations non-déclarées du 22 décembre 2018 et du 2 janvier 2019. Mais, finalement, Éric Drouet est relaxé en septembre 2020 en appel.
La même année, il est condamné à cinq mois de prison avec sursis pour avoir frappé son beau-fils de 13 ans alors que ce dernier se disputait avec sa mère. L'adolescent avait alors reçu quatre jours d'incapacité totale de travail. Éric Drouet reconnaît les faits, tout en affirmant qu'il considère comme une valeur essentielle le respect des enfants pour leurs parents,,.

## Critiques et polémiques

### Intentions insurrectionnelles
Le 5 décembre 2018, il déclare sur BFM TV être prêt à « entrer [à l'Élysée] », ce qui est largement interprété comme un appel à prendre par la force le siège de la présidence de la République, ce dont il se défend : « Je vois un peu tout ce qui se dit sur mon sujet à la télé, que je serais un anarchiste ou je ne sais quoi. Je veux remettre les choses au clair : je n'ai jamais dit que je voulais aller à l'Élysée pour tout casser, mais pour se faire entendre ».
Le 26 janvier 2019, il relaie un communiqué lançant un « appel au soulèvement » à la suite de l'éborgnement dont a été victime Jérôme Rodrigues au cours d'une manifestation des Gilets jaunes à Paris ce même jour. Cet appel est critiqué par Christophe Castaner, ministre de l'Intérieur, qui y voit une incitation à l’insurrection.

### Rapports avec les médias
Éric Drouet est l'invité de plusieurs médias traditionnels, puis contestant leur objectivité dans le traitement du mouvement, rompt l'essentiel de ses contacts, notamment avec France Info dès novembre 2018, pour privilégier des interventions sur Brut, RT et auprès du journaliste controversé Vincent Lapierre. Le 30 janvier 2019, il intervient néanmoins dans l'émission Les Grandes Gueules, diffusée sur RMC et RMC Story.

### Tensions avec d'autres personnalités du mouvement des Gilets jaunes
À plusieurs reprises des membres et « figures » du mouvement se sont opposés aux positions prises par Éric Drouet. En janvier 2019, Priscillia Ludosky a déclaré vouloir rompre sa collaboration avec lui, avant de renouer début février. Selon Europe 1, Éric Drouet fait partie de la « frange radicale », ceux qui veulent aller plus loin, en manifestant par exemple la nuit pour fatiguer les forces de l'ordre, et dont l'objectif final est le renversement du gouvernement. Fin janvier 2019, ces « purs et durs » ne sont pas d'accord avec les modérés sur la suite à donner au mouvement de contestation.

### Cagnotte en faveur des blessés
Début janvier 2019, Éric Drouet lance une cagnotte PayPal pour lever des dons en faveur des blessés lors des manifestations du mouvement des Gilets jaunes. Cette initiative est critiquée par d'autres membres du mouvement, qui s’interrogent sur la répartition de l'argent allant être collecté.

### Orthographe
Éric Drouet est souvent critiqué et moqué en raison des nombreuses fautes d'orthographe et de grammaire qu'il commet dans la rédaction des messages qu'il poste sur Facebook. Ces railleries sont considérées par le journaliste Vincent Glad comme l'expression d'un « mépris social » visant à « exclure les classes populaires de l’espace politique légitime ».
En conséquence, d'après le maître de conférences Christophe Benzitoun, les lecteurs adoptent deux attitudes différentes : « Il y a des groupes sociaux que ça ne dérange pas. En revanche, d’autres groupes vont estimer que le message est illisible et vont refuser de le lire jusqu’au bout ».